# Lysec (hora)
Lysec (1380 m n. m.) je hora v pohoří Velká Fatra. Nachází se západně od hlavního hřebene nad Belianskou dolinou. Severní svahy hory patří do Národní přírodní rezervace Lysec.